# Ștefan Ionescu (generał)
Ștefan Ionescu (ur. 6 lutego 1881 w Chiojdeanca) – rumuński generał.

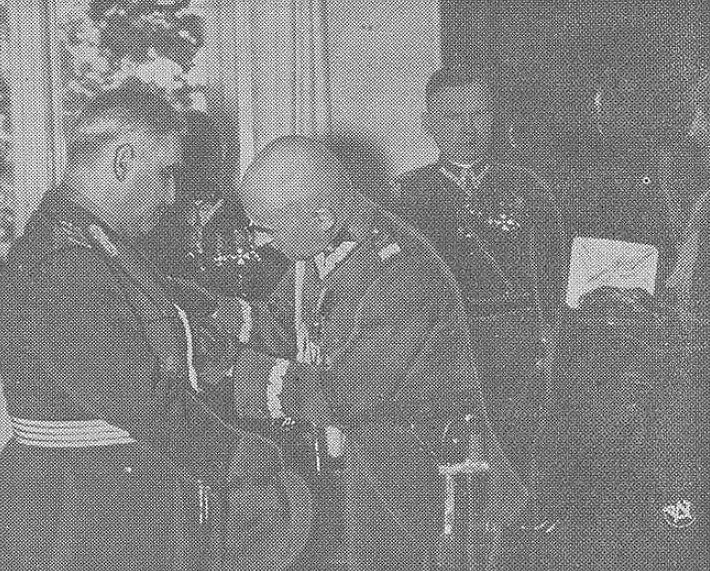
Marszałek Edward Śmigły-Rydz dekoruje gen. Ștefana Ionescu Wielką Wstęgą Orderu Odrodzenia Polski (1938)

Wiosną 1938 będąc szefem sztabu generalnego odwiedził w Warszawę, gdzie został udekorowany Wielką Wstęgą Orderu Odrodzenia Polski.